# Source des Roches
La source des Roches à Chamalières (Puy-de-Dôme) est un site archéologique gallo-romain, connu surtout pour les milliers d'ex-voto de bois et la tablette de défixion en langue gauloise qui y ont été trouvés.
Le mobilier trouvé dans les fouilles de la source entre 1968 et 1971 est conservé au musée Bargoin de Clermont-Ferrand.

## Historiographie
La source des Roches est à ce qui est actuellement l'angle de l'avenue Jean-Jaurès et de la rue de Clora à Chamalières, non loin de la limite de Clermont-Ferrand et de l'imprimerie de la Banque de France. Des trouvailles ponctuelles ont été faites à cet endroit dès le XIXe siècle, au moment de la construction du bâtiment d'exploitation de la source d'eau minérale, et au cours du XXe siècle.
La découverte véritable de ce site exceptionnel remonte à 1968, à l'occasion de travaux de terrassement liés à la construction d'une résidence. Deux campagnes de fouilles de sauvetage ont eu lieu, la première dès 1968, la seconde durant l'hiver 1970-1971.

## Le sanctuaire
Le sanctuaire était un sanctuaire de plein air. On n'a pas retrouvé de traces de constructions en dur. Un pavage grossier permettait de s'approcher du bassin de la source.
La période de fréquentation du sanctuaire ne semble pas très longue. Les monnaies et les céramiques permettent de la dater principalement de la première moitié du Ier siècle de notre ère et elle a pu s'étendre jusque vers 70 apr. J.-C.
L'archéobotanique a mis en évidence sur le site, grâce à la palynologie, un niveau de boisement inhabituel dans la région pour cette époque, avec une prédominance du chêne. On est tenté d'y voir la trace d'un nemeton, « bois sacré », à mettre en rapport avec le nom ancien de la capitale des Arvernes, Nemossos, et le nom gallo-romain de Clermont-Ferrand, Augustonemetum.

## Le mobilier

### Les ex-voto de bois

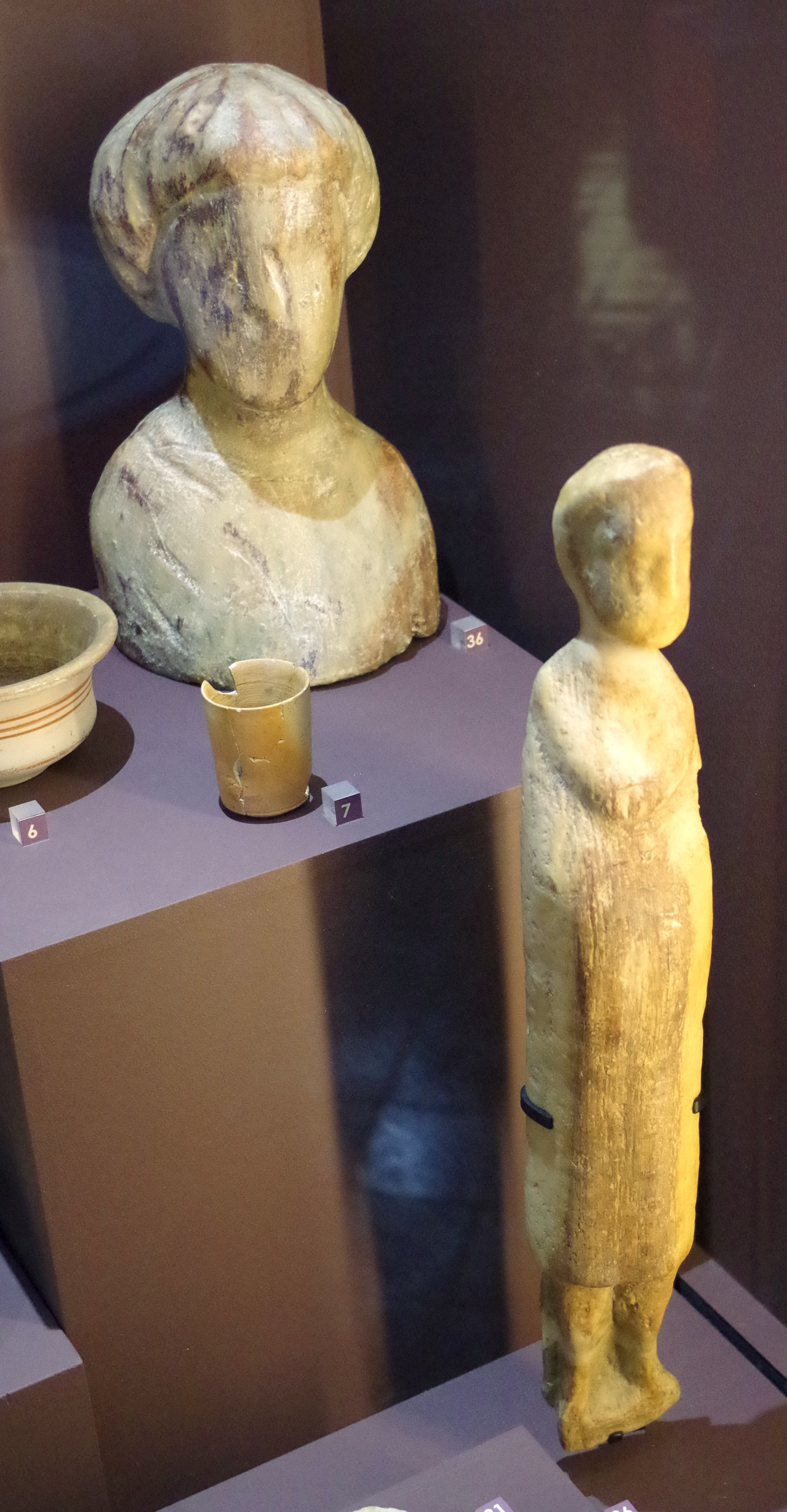
Reproduction d'ex-voto de la source des Roches (musée Bargoin).

La particularité principale du site est l'abondance des ex-voto de bois : on a trouvé environ dix mille fragments qui pourraient correspondre à trois mille cinq cents ex-voto, dont mille cinq cents ont été reconstitués. Parmi ces ex-voto on rencontre des représentations humaines, beaucoup de parties de corps humain (bustes, parties inférieures du corps, bras et surtout jambes), des « planches anatomiques » ; on trouve aussi quelques chevaux, des maillets (rapport avec le dieu celtique au maillet ?).
Les deux pièces les plus remarquables sont la « dame au torque » et un cavalier sur son cheval. Le bois utilisé est principalement le hêtre (90 % des ex-voto), mais on trouve aussi le chêne, le frêne, le châtaignier, le sapin.

### L'inscription gauloise
L'inscription figure sur une tablette de plomb de six centimètres sur quatre ; elle est rédigée en gaulois et écrite en cursive latine. C'est un texte de caractère magique, appartenant à la catégorie des tablettes de défixion ; il invoque le dieu celtique Maponos.

### Autres éléments du mobilier
À côté des ex-voto de bois, on a retrouvé des monnaies, des fibules et de la céramique, qui ont permis la datation du site. On a trouvé aussi des offrandes modestes, tels que des dés à jouer, des coquilles de fruits à coque et des noyaux.